# 对毛泽东的评价
关于毛泽东的评价在中国及世界各地争议极大，褒贬不一。

## 自我评价
文革初期，林彪、陈伯达和康生提出用“伟大的导师、伟大的领袖、伟大的统帅、伟大的舵手”作为毛泽东的称号，之后《人民日报》社论和《红旗》杂志评论员文章也采用了“四个伟大”的口号，但毛泽东本人并不接受，曾在文件和新闻稿中删去“四个伟大”，并多次表达对此口号的厌恶之情，在1970年12月18日，毛泽东与埃德加·斯诺会谈时称“崇拜得过分了，搞许多形式主义。比如什么‘四个伟大’，‘Great Teacher，Great Leader，Great Supreme Commander，Great Helmsman’（伟大导师，伟大领袖，伟大统帅，伟大舵手），讨嫌！总有一天要统统去掉，只剩下一个‘Teacher’，就是教员。因为我历来是当教员的，现在还是当教员。其他的一概辞去。”这个口号遂停止使用。
毛泽东身边的工作人员回忆说，1972年2月毛泽东会见美国总统尼克松后和1973年召开中共中央政治局会议时，毛泽东对身边工作人员和政治局委员说，他这一生就做了两件事。“我这一辈子就做了两件事，一件是把蒋介石赶到那个小岛上，另一件是发动了文化大革命。”:463

## 中華人民共和國官方評價
中国共产党、中华人民共和国官方将毛泽东及其领导的执政集体在革命实践中积累形成的毛泽东思想定位为马克思列宁主义在中国的有效实践，是指引新民主主义革命斗争、中华人民共和国成立和其后社会主义改造取得成功的指南方针，将其本人定位为党和国家的缔造者以及党和国家第一代领导集体的核心。毛泽东也是同时期国际社会的主要政军界人物，其在第二次世界大战的亚洲战场（抗日战争）、冷战时期和东南亚的共产主义运动中都扮演了重要角色，不少国家的共产主义运动都受到了毛泽东的影响。
1981年，中国共产党官方在《关于建国以来党的若干历史问题的决议》中评价毛澤東“是伟大的马克思主义者，是伟大的无产阶级革命家、战略家和理论家”，同时认为他在文革與先前的一段期间犯了严重错误，但“对中国革命的功绩远远大于他的过失”，认为其对党、人民、军队、国家、世界等都作出了贡献。2013年，中国共产党官方又评价其为“马克思主义中国化的伟大开拓者，近代以来中国伟大的爱国者和民族英雄，中国共产党第一代中央领导集体的核心，是领导中国人民彻底改变自己命运和国家面貌的一代伟人”。
2023年在纪念毛泽东同志诞辰130周年座谈会上，对其评价增加了“中国社会主义现代化建设事业的伟大奠基者，为世界被压迫民族的解放和人类进步事业作出重大贡献的伟大国际主义者”。

## 其它评价
中共中央文獻研究室《毛澤東傳》主編逄先知、金沖及認為：
犁、耙、栽、割，全套農活，毛澤東都樣樣在行；還常常跟長工爭勝，搶重活幹，養成山區農家子弟本色：吃苦耐勞，勤快樸實，不怕艱難，對農民疾苦也體會很深:10。父親期望毛澤東將來成為生財有道之精明人，一旦發現毛澤東行為不合自己準則，便用高壓手段來管教；對毛澤東來說，卻促成最初反抗心理:10。母親平時虔誠燒香拜佛，把「積德行善」、「因果報應」一類信念灌輸給孩子；當時毛澤東未必懂得多少佛教道理，但母親言傳身教，使毛澤東從小同情貧弱，樂於助人:11。
在留學成為時尚乃至時髦風氣中，毛澤東堅持首先要深入了解中國實際國情，才能更好研究和學習外國，並且分析西方文明和東方文明，確有其不同流浴之處，也許是以後能把馬克思主義中國化之重要契機:53。
毛澤東最富特色貢獻是：從分析農村、農民在中國社會結構中特殊地位來說明農民革命之重要，從分析農民中各階層經濟、政治地位來說明農民革命之動力和目標；毛澤東無疑已成為在中國有影響之農民運動權威:121。朱毛紅軍的會師，是中國工農紅軍發展史上一件大事；朱德率領之南昌起義軍餘部是以具有很強戰鬥力之北伐勁旅葉挺獨立團為基礎形成，有2,000多人，近千支槍，訓練嚴格，裝備齊整，作戰有經驗；他們大大增強井岡山革命根據地實力:171。毛澤東和戰友們在極端複雜環境中，堅持在實踐中頑強探索，結果使井岡山鬥爭內容十分豐富；其中有成功經驗，也有失敗教訓，都是寶貴財富，是中國共產黨人繼續前進之新起點:183。毛澤東在青年時起就表現出對事情總不滿足於解決枝節，而力求從本原探索:213。毛澤東在長期革命鬥爭實踐中，錘煉出一整套科學工作方法：極端重視周密調查實際事實，堅持從時地情況充分考慮客觀事物各方面複雜因素和變動，集中群眾智慧又經過深思熟慮，找出切實辦法指導工作，而不是根據想當然或不合實際之第二手材料，輕率決定政策；科學工作方法貫穿中國革命全過程，在實踐中發展心，教育全黨和人民；是中國革命能取勝之極重要原因；離此則不能真正理解毛澤東:221。
面對複雜局勢，毛澤東態度始終保持著沉著冷靜總攬全局考慮和部署:10。對毛澤東説來，彷彿倒越能顯示出他善於在千頭萬緒中迅速抓住要領之本事:12。太原失守後幾個月內，在毛澤東及時而正確指導下，八路軍各部在敵後反圍攻鬥爭中，消滅大量日軍，積極開展山地遊擊戰爭，建立抗日根據地，逐步實現在山西戰略目標，奠定開創整個華北敵後抗戰新局面:37。毛澤東考慮問題，總是把立足點放在對局勢發展作出最嚴重之估計上面，才能做到有備而無患:39。毛澤東付出超乎常人之艱辛勞動，通過刻苦學習和深入研究，豐富之革命實踐經驗得以昇華為理論概括，回答當時許多人無法回答之問題:53。毛澤東之講話有很強之感染力:77。毛澤東很重視在政治上關心知識青年，勉勵他們進步，並注意在他們之中發展黨員之工作:79。
毛澤東重視並採納黨外人士建議，充分展示寬闊胸懷和謙虛風格:14。在民族團結旗幟下，毛澤東十分注意爭取和團結少數民族之上層人士，特別是上層中之主要代表人物:32。毛澤東指導中華人民共和國成立，中國人民受幾千年封建統治和一百多年帝國主義壓迫而獲得解放，成為中華大地真正主人，是翻天覆地之大事變，中國各族人民銘記在心:33。在涉及國家主權和民族利益之重大問題上，毛澤東從不讓步，不論對誰，即使對國際共運領袖斯大林，也不例外:56。毛澤東在堅持原則之前提下，又善於作必要之妥協和讓步:56。當時連西方國家輿論也承認，簽訂中蘇條約成為戰爭結束後國際政治中最重要事件，是蘇聯和中國重大外交勝利:60。毛澤東把注意重點逐漸移到經濟，關心國民經濟能否迅速恢復發展，能否儘快渡過嚴重經濟困難:63。1950年7月，毛澤東調幾個軍到東北，擺在鴨綠江邊，加強東北邊防，是具有遠見卓識之戰略決策:111。1952年10月31日，毛澤東囑咐說：「要把黃河的事情辦好」，後來廣為流傳，成為動員和激勵幾代人治理黃河之口號:102。批判電影《武訓傳》，毛澤東是藉此提倡用馬克思主義觀點研究歷史人物，應當說是重要的，積極宣傳歷史唯物主義觀點；但同時也片面、粗暴和政治上綱過高，未能真正用學術討論方法，在思想文化界用政治批判學術爭論之不好先例:107。思想改造運動出現一些做法過於生硬，在感情上傷害一些知識分子，發生過錯誤用教條主義觀點來批判某些學術觀點，後來毛澤東在講到知識分子改造問題時稱：「過去的思想改造是必要的，收到了積極的效果。但是在做法上有些粗糙，傷了一些人，這是不好的。」:109毛澤東本人始終生活簡樸，自己要求十分嚴格:219。
從新中國成立之日起，特別是朝鮮戰爭停戰以後，毛澤東和中國政府爭取一個和平之國際環境，為中國國內之經濟建設創造有利之外部條件:83。
1954年7月7日和7月8日，毛澤東先後在中央政治局擴大會議和全國政協常委會上兩次講話，表明毛澤東發展和完善中國之國際戰略及獨立自主之和平外交政策，有基本原則和大政方針，有具體可行之措施和步驟:101。
社會主義改造已經提前基本完成，毛澤東為迅速發展經濟，加快工業化，毛澤東之工作重點和注意力，開始轉移向經濟建設，特別是工業建設:9。《關於無產階級專政的歷史經驗》一文，在毛澤東主持下，經過反覆修改，日臻完善:44。毛澤東多年來抓住不放反對黨內之主觀主義、宗派主義、官僚主義；毛澤東集中批評脫離實際和群眾之思想作風；此正是毛澤東和中共中央在半年後，於1957年春提出全黨整風之初衷:72。八大不提「毛澤東思想」，絲毫沒有影響毛澤東思想在全黨之實際指導作用，絲毫沒有影響毛澤東在全黨之領袖地位，不論是黨內還是黨外，當時也沒有引起任何猜想和疑問；而且，毛澤東在全黨、全國人民中的威望空前地提高了:73。在社會主義條件下，仍然存在意識形態方面長期而複雜之鬥爭；鬥爭在一定條件下，發展到一定程度，可能演變成為政治鬥爭；但是，如何正確領導鬥爭，毛澤東和全黨都缺乏經驗；而毛澤東本人對極少數右派分子向共產黨和社會主義制度進攻之形勢、對整個階級鬥爭之形勢作過分嚴重之估計；反右派鬥爭之嚴重擴大化，就是在此情況下發展起來:242。反右派鬥爭嚴重擴大化，造成很不幸之後果；大批正直之知識分子和共產黨員，蒙受不白之冤，遭到摧殘和迫害，許多家庭因此受到牽連；大量所謂右派言論，只是對黨在具體工作中之缺點錯誤提出尖銳之批評，甚至只是對黨之某個基層組織或者某個領導人提出批評，也都被當作右派言論批判，並作為根據劃為右派分子；由於反右派鬥爭嚴重擴大化，同毛澤東發動整風運動以造成生動活潑之政治局面之主觀願望相反，嚴重消極影響國家政治生活；極大妨礙黨之知識分子政策和「雙百」方針之貫徹；教訓令人痛心:243-244。反右派鬥爭已經發生嚴重擴大化，毛澤東之思想也急劇向「左」發展:246。
從中國和中國共產黨地位和威望之提高，毛澤東強烈感受到中國經濟落後造成之壓力和束縛，他迫切希望改變處境；訪蘇更加激發毛澤東只爭朝夕，儘快改變中國落後面貌之決心:291。毛澤東關於工作重點轉移之決策，無疑是正確；但它是在不斷革命之思想指導下提出；毛澤東和中國共產黨這時在理論上還沒有形成一個明確而堅定基本觀點以經濟建設為中心，即社會主義之根本任務是發展社會生產力；因此，當著毛澤東認為需要提出另外之新任務時，工作重點就會隨之而改變，就像後來所發生那樣:306-308。《工作方法六十條》提出之任務和目標，是在反對右傾保守、批評反冒進之政治氣氛中，在沒有經過充分科學論證之情況下確定，要求過高，過急，是難以達到；「大躍進」，這是在不切實際但卻十分鼓舞人心之口號激勵下，在過高過急之任務壓力下，逐步發動起來；為實現任務和目標，《六十條》裡規定一些工作方法，如生產計劃三本賬，普遍組織省、市、縣直到基層單位之檢查和評比，提高農業合作社之積纍等，助長工作中之形式主義、命令主義和浮誇作風之滋長；《六十條》有許多規定是正確，有理論意義和長遠指導作用；正碓、包含著真理之思想觀點，都應當作為一份精神財富繼承下來，加以研究和應用:308-311。在南寧會議上表現出毛澤東與中央其他幾位領導人之分歧，不是在是否要以經濟建設為中心，而是在建設速度；由於毛澤東嚴厲批評反冒進，又提出一些超過實際可能之高指標而被會議一致通過，直接導致「大躍進」開始發動:311。毛澤東一貫做法，當認為黨內出現重大錯誤或偏差時，大聲疾呼；待犯錯者作自我批評後，毛澤東又加以鼓勵，繼續委以重任；在以後黨內生活中，類似情況出現過多次；集體領導原則和民主集中制從此開始受到破壞，對後來之歷史進程產生嚴重消極影響:319-320。成都會議毛澤東之批評，提出見解，從道理上講也不能說不對，比如學習要結合獨創，但由於指導思想上之「左」，由於忽視客觀規律，片面強調「破除迷信，解放思想」，因而在實際工作中助長盲目蠻幹情緒，把許多必要、合理之規章制度當作迷信廢除，造成無章可循或作出一些不恰當之規定，破壞正常經濟秩序:323。毛澤東之話傳達下去，使得整風運動增加「左」之做法，把許多人當作「白旗」來拔傷人，特別是知識分子；毛澤東還談到設置對立面，思想在黨內、在國家政治生活中，曾產生過消極影響:347。可能由於長期指揮作戰之緣故，毛澤東在指導社會改革和經濟建設時，常採用類似用兵作戰之方法，使用一些軍事術語；1958年8月30日，毛澤東在中共中央政治局擴大會議講話：「明年是帶決戰性的一年，不論工業、農業都是這樣，特別是鋼鐵、機械，還有糧食。從八月二十一日算起，今年還有四個月，鋼鐵生產任務能否完成，相當危險。為甚麼我們在這裡開會？就是要緊急動員，要搞到那麼一點鋼。」:365毛澤東是實事求是思想路線之創立者，調查研究之倡導者；但在「大躍進」中，毛澤東背離原則，從主觀願望出發，實行一些超越歷史發展階段之政策，片面誇大主觀動性和人之意志作用，在實際工作中很多情況違反自然規律和經濟規律；調查研究大多是走馬觀花式之觀察，或是從各級領導幹部之彙報中得到很多不真實和虛假，歸根到底是從上面（包括毛澤東本人）用行政力量壓出來，多麼危險，是嚴重教訓；在「大躍進」過程中，毛澤東不斷強調解放思想，破除迷信，但不像過去講實事求是，從思想路線上偏離正確方向；把解放思想同實事求是統一起來，使黨的實事求是思想路線得到恢復和發展，是中國共產黨經過以後20年之曲折道路，從總結正反兩方面經驗教訓得出來:370。由於毛澤東在全黨和全國人民中間享有無與倫比之崇高威望，由於毛澤東過分自信，由於聽到讚揚越來越多，毛澤東就逐漸難以聽不同意見，進而開始背離黨的民主集中制原則；因此，導致毛澤東輕率發動「大躍進」，是值得借鑒和深刻總結之經驗教訓:371。當時杜勒斯一再散佈「戰爭邊緣」政策；毛澤東告誡台灣不要跟美國人跑到底，不要相信美國人不會拋棄他們:390-402。逢單日炮擊使金門成為美國之絞索；也使蔣介石有充分理由拒絕從金門、馬祖等外島撤軍，以利於反對美國搞「兩個中國」邊緣政策:410。
毛澤東發動「大躍進」和人民公社化運動，由此引發之「共產風」和極左思潮，來勢猛烈，猶如一列急速行駛之火車，一時根本刹不住:22。毛澤東是在用心研究和糾正工作中之缺點、錯誤，並力圖從理論上、政策上解決問題:32。在從中央到地方許多幹部頭腦仍然發熱下，毛澤東比較冷靜，走在糾「左」前列；他克服重重阻力，做大量說服工作，堅決貫徹自己主張，包括糾正自己曾經認可之看法:45。毛澤東對1958年以來之全局形勢估計為成績是「九個指頭」，缺點錯誤只是「一個指頭」，是難以令人信服的；一談起高指標，毛澤東總有些後悔，但他認為「大躍進」總的來說不能說是得不償失:93。毛澤東說彭德懷他們是「資產階級民主主義者」、「馬克思主義者的同盟者」，這個論斷顯然是不對；此觀點正是後來把老幹部等同於「民主派」，「民主派」等同於「走資派」這個錯誤觀點之初始:119。毛澤東把黨內分歧和矛盾直接說成是階級鬥爭，大概在黨的歷史是第一次；把1957年反右派運動中階級鬥爭擴大化之錯誤，進一步延伸到黨內，使黨的民主生活和民主集中制原則遭到嚴重損害，影響深遠:122。「反右傾運動」，在黨內開展過火鬥爭，許多敢於講真話、說實情之同志，遭到無理批判，有打成「右傾機會主義分子」甚至「反革命分子」；運動破壞民主集中制，黨內生活極不正常:133。毛澤東提出防止和平演變，在階級鬥爭擴大化之歷史背景下，發生「左」之偏向，在「文化大革命」中更走向極端；但無論如何，是毛澤東對國際共產主義運動之重大貢獻:146-147。毛澤東用「計劃第一，價格第二」來說明和解釋「大躍進」之合理性，是不能說服人，也沒有經受住實踐檢驗，早已為歷史所證明；「大躍進」之所以受到嚴重挫折，一個重要原因就是因為違反價值規律:160。〈論人民民主專政〉和〈在中國共產黨第七屆中央委員會第二次全體會議上的報告〉兩篇名著，為新中國建國綱領奠定理論基礎和政策基礎，就其基本思想來說，將在長時間內保持生命力:166。聯合世界上一切可以聯合的力量，反對美國帝國主義政策，是毛澤東根據國際形勢實行之一個重要國際戰略:191。在社會主義建設問題上，由於缺乏經驗，又急於求成，迷戀高指標，離開實事求是之思想原則，聽信一些不負責任、不符合實情之報告，因而對高指標曾幾次決心調整，總是落不到實處，因而總是處於被動狀態:196。主觀上本來是想把經濟建設搞得更快一些，使人民早些過上好日子，使國家早些實現富強，但超越實際可能，搞背經濟規律，結果卻適得其反，受到嚴厲懲罰:210。
在毛澤東思想上，一方面是階級鬥爭（越來越佔主導地位），一方面是發展生產力，毛澤東總想通過抓階級鬥爭來促進生產力之發展；然而總是事與願違，往往不是促進而是妨礙生產力之發展:351。儘管毛澤東重申延安整風時期對待犯錯同志之正確方針，但是由於前提搞錯，甚至是顛倒，把黨內一些不同意見分岐，錯誤當做「右傾機會主義」或叫做「修正主義」批判；不可能做到正處理黨內不同意見分岐，而使一些同志蒙受不白之冤，使黨蒙受重大損失:357。毛澤東提出意識形態問題，從歷史上之階級鬥爭和奪取政權之鬥爭看，是帶有規律之歷史現象，很值得重視；小說《劉志丹》也確有缺點或錯誤；但是毛澤東把上述論斷用到當時文藝界，用到習仲勳等人身上，則是用錯；而且給中國文藝事業乃至整個思想界也帶來很大損害，導致後來所謂在意識形態領域實行無產階級專政之嚴重後果:358-359。對毛澤東來說，不論是實行包工到組，還是包工到戶、到人，他都可以接受，並且認為是一種進步經營管理方法；但是一聯繫產量，即一搞包產到戶，毛澤東就認為是資本主義道路，是一條危險道路，所以，包產到戶問題成為毛澤東1962年重提階級鬥爭之直接導火索:362。毛澤東在中共八屆十中全會上重提階級鬥爭，把階級鬥爭擴大化和絕對化，斷言在整個社會主義歷史時期資產階級都將存在和企圖復辟，並成為黨內產生修正主義之根源:363。蘇聯實行大國沙文主義和霸權主義；以毛澤東為代表之中國共產黨人，以無比勇氣，敢於頂住蘇聯種種壓力，沒有跟著赫魯曉夫等人之指揮捧轉，保持民族尊嚴和國家獨立自主之地位:410。
對於社會主義教育運動之性質、基層幹部狀況之估計，以及工作步驟和方法等問題，毛澤東和劉少奇之間出現分歧，成為發動「文化大革命」之直接原因之一:9。毛澤東在理論上和實踐上都很重視生產鬥爭，但他更重視階級鬥爭:25。毛澤東很重視和喜歡自然科學，更重視和喜歡社會科學:35。以後文化批判運動越來越升級，毛澤東之興趣和注意力也從「四清」逐漸轉到此，直接導致「文化大革命」之發動:85。五·一六通知集中反映毛澤東對當時黨和國家政治形勢之估計，嚴重混淆是非、敵我；在他看來，他所提出之建設社會主義之主張一直受到阻礙而無法推行，原因就在這裡:106。社會上原有之錯綜複雜之矛盾在種種漂亮口號掩蓋下集中大爆發，所造成之惡果遠超毛澤東原來之預料，反映出他想法嚴重脫離實際:136。「全面階級鬥爭」即將來臨，重大決斷只是由毛澤東個人來決定和宣佈:157。毛澤東決定對「王、關、戚事件」採取隔離審查之斷然措施，沉重打擊江青和中央文革小組，對遏制局勢惡化產生積極影響:197。珍寶島事件後，毛澤東號召全世界人民團結起來，反對任何帝國主義之侵略戰爭，又一次顯示他從來不向任何外來壓力低頭之民族自尊和自信:252-254。「九一三事件」給毛澤東之震動和打擊極大，是「文化大革命」之重要轉折，宣告「文化大革命」之理論和實踐之失敗:293-294；事件給毛澤東精神上沉重打擊，毛澤東之健康迅速惡化:299。毛澤東和中國政府伸張正義、援助弱小、蔑視強權，贏得全世界許多發展中國家之欽佩和讚譽:316。1972年尼克遜訪華，毛澤東會見尼克松，引起後來《中日聯合聲明》:328。毛澤東可以在某些具體問題上糾正錯誤，但不會允許批評和糾正「文化大革命」之指導思想，以後幾年中國政局許多重大變故，都同毛澤東思想狀況有密切關係:335。毛澤東把「文化大革命」看作他一生中所做之兩件大事之一，認為它鞏固社會主義制度是完全必要的，擔心有人要對「文化大革命」翻案:437-438。毛澤東談話主題仍是「鬥爭」，使毛澤東又「像青年人那樣興奮起來」，「他的頭腦甚至比中國的年輕一輩更充滿活力，更渴望鬥爭」，「不論歷史如何下結論，毛的一生肯定將成為人類意志力量的突出證明。」:445在關鍵時刻毛澤東沒有給「四人幫」奪取最高領導權，對後來黨順利粉碎「四人幫」極為重要:451。《毛主席重要指示》是毛澤東在1975年10月至1976年1月間聽取毛遠新彙報時之多次談話，繼續從錯誤之「無產階級專政下繼續革命的理論」出發，在觀察和處理社會主義社會發展出現政治、經濟、文化等新矛盾新問題時，把一些不屬於階級鬥爭之問題看作是階級鬥爭，又沿用大規模急風暴雨式群眾性鬥爭，使階級鬥爭嚴重擴大化:451。毛澤東對鄧小平「保留黨籍」之意見，多少反映出對鄧仍留有餘地，寄有某種希望之複雜心態；毛澤東還託付汪東興採取措施加以保護鄧，以免遭受不測:459。中國各族人民沿著毛澤東等老一輩革命家開創之道路，為實現中華民族偉大復興，繼續闊步前進:475。
在中华人民共和国建国之后，毛泽东先后以不同理由发动了反右运动、大跃进、四清运动、文化大革命等政治运动，这些运动先后使社会形势陷入乱局，使国家政治、经济、文化生活受到严重影响。具体表现为：
1. 国家宪法及法律、党内的党章条例和民主集中制失去约束力，公民、党员的合法人身权利失去保障和维护；工农业生产在快速追赶指标的过程中求快求量而不保质，导致大量次品被生产，无效消耗巨量资源及产能，并出现大幅度夸大实际产量的“放卫星”现象，人民公社化运动使底层劳动人口不堪重负、丧失劳动积极性从而重挫国内生产总值等经济发展指标，使经济倒退，出现饥荒。
2. 教育业废弛，高考停摆，各学段学校罢课，教师、知识分子群体被停职批斗折磨。一大批适龄的青少年学生、知识青年阶层被迫失去正常接受教育的机会，参与“红卫兵”、“造反派”等组织或被勒令“上山下乡”至农村、工厂等地参与劳动以及到全国各地参与“串联”，造成人才断层，严重影响这一群体在日后到来的高科技、知识化、信息化社会中的生存与发展。国内高等院校破格招收学业水平不够格的“工农兵学员”令教育资源严重浪费。
3. 一些国家物质及非物质历史文化遗产遭受折损，国内一些寺庙、古迹、诗书古籍等与当局主张相悖的遗存遭到不可修复的巨大破坏甚至损毁。一些艺术家及宗教界人士遭受残酷批斗与迫害。
4. 针对其本人的个人崇拜在“文化大革命”中达到高潮，“伟大的领袖及导师”、“大海航行的舵手”、“红太阳”等称谓集中出现，引领了同时期的意识形态，体现在歌剧歌曲、文学诗歌、电影等艺术作品的创作中，并且为“四人帮”一类别有用心的政界人士所利用，包括时任国家主席刘少奇、十大元帅的彭德怀和贺龙等在内的一批党和国家各级领导干部在其间蒙冤遭受批判、折磨甚至因此殒命。

这些运动产生的消极后果均重创了彼时国力尚有限的中国正常的发展和建设。也因此国际历史学界在研究讨论此段历史时多对其具有争议或批评意见，包括中国官方在总结建国以来的历史问题时亦承认其在“文化大革命”的相关决策上犯有错误评估形势时局的历史错误。
1976年毛泽东逝世时，中共中央发布的《告全党全军全国各族人民书》称毛泽东为“我党我军我国各族人民敬爱的伟大领袖、国际无产阶级和被压迫民族被压迫人民的伟大导师”。

1980年3月，邓小平在讨论党的若干历史问题的决议时，对反右运动以及毛泽东作出评价（收录于《邓小平文选》第二卷）：
总起来说，一九五七年以前，毛泽东同志的领导是正确的，一九五七年反右派斗争以后，错误就越来越多了。
1980年8月，中共中央副主席、全国政协主席鄧小平會見意大利記者奥里亚娜·法拉奇，當談到毛泽东時，鄧小平說:344-345：
他多次從危機中把黨和國家挽救過來。沒有毛主席，至少我們中國人民還要在黑暗中摸索更長的時間。……毛主席最偉大的功績是把馬列主義的原理同中國革命的實際結合起來，指出了中國奪取革命勝利的道路。應該說，在六十年代以前或五十年代後期以前，他的許多思想給我們帶來了勝利，他提出的一些根本的原理是非常正確的。……儘管毛主席過去有段時間也犯了錯誤，但他終究是中國共產黨、中華人民共和國的主要締造者。拿他的功過來說，錯誤畢竟是第二位的。他為中國人民做的事情是不能抹煞的。從我們中國人民的感情來說，我們永遠把他作為我們黨和國家的締造者來紀念。
与此同时，在回答法拉奇关于文革的问题时，邓小平提到：
我可总结地说，毛主席的过错是政治性的过错，这样讲并不减低他所犯过失的严重性，更不能说是为这些错误有所辩护；可是，讲到政治过错是一回事，讲到林彪或者四人帮的罪行却是另外一回事。是的，毛主席的确纵容了林彪和四人帮，他们利用他的政治过错来篡夺权力……
1981年6月，中共十一屆六中全會一致通过由鄧小平主持起草之《关于建国以来党的若干历史问题的决议》，在一系列重大問題上統一了全黨的思想:470。《決議》如此評價和總結毛澤東之歷史地位和毛思想:470-471：
毛泽东同志是伟大的马克思主义者，是伟大的无产阶级革命家、战略家和理论家。他虽然在‘文化大革命’中犯了严重错误，但是就他的一生来看，他对中国革命的功绩远远大于他的过失。他的功绩是第一位的，错误是第二位的。他为我们党和中国人民解放军的创立和发展，为中国各族人民解放事业的胜利，为中华人民共和国的缔造和我国社会主义事业的发展，建立了永远不可磨灭的功勋。他为世界被压迫民族的解放和人类进步事业作出了重大的贡献。
1993年12月26日，中共中央總書記江澤民在「毛澤東同志誕辰一百週年紀念大會」上講話：「今天，我們在這裡隆重集會，紀念中国共产党、中国人民解放军、中华人民共和国的主要缔造者，中国各族人民的伟大领袖毛澤東同志誕辰一百週年。」:472「毛澤東同志最偉大的歷史功績，是把馬克思列寧主義基本原理同中國具體實際結合起來，領導我們和人民，找到了一條新民主主義革命的正確道路，完成反帝反封建的任務，結束了中國半殖民地半封建社會的歷史，建立了中華人民共和國，確立了社會主義制度。接著，他又從中國實際出發，開始探索社會主義建設的道路。」:473「毛澤東同志是伟大的马克思主义者，无产阶级革命家、战略家和理论家，是近代以来中国伟大的爱国者和民族英雄。」:474
中國兩任最高領導人胡錦濤、習近平通过公開講話，对毛泽东形成了下列官方评价：马克思主义中国化的伟大开拓者，党的第一代中央领导集体的核心，领导中国人民彻底改变自己命运和国家面貌的一代伟人。
中共中央总书记胡锦涛在中国共产党第十七次全国代表大会上评价毛泽东时代与改革开放时代的关系时说：“改革开放伟大事业，是在以毛泽东同志为核心的党的第一代中央领导集体创立毛泽东思想，带领全党全国各族人民建立新中国、取得社会主义革命和建设伟大成就以及艰辛探索社会主义建设规律取得宝贵经验的基础上进行的。新民主主义革命的胜利，社会主义基本制度的建立，为当代中国一切发展进步奠定了根本政治前提和制度基础。”胡锦涛在中国共产党第十八次全国代表大会上评价毛泽东时代：“以毛泽东同志为核心的党的第一代中央领导集体带领全党全国各族人民完成了新民主主义革命，进行了社会主义改造，确立了社会主义基本制度，成功实现了中国历史上最深刻最伟大的社会变革，为当代中国一切发展进步奠定了根本政治前提和制度基础。在探索过程中，虽然经历了严重曲折，但党在社会主义建设中取得的独创性理论成果和巨大成就，为新的历史时期开创中国特色社会主义提供了宝贵经验、理论准备、物质基础。”

## 有记载的正面评价

### 中国籍人士
1. 杨昌济1920年致信章士钊：「吾郑重语君，二子（毛泽东和蔡和森）海内人才，前程远大，君不言救国则已，救国必先重二子。」[24]
2. 杨树达1950年12月31日日记：“阅报载毛泽东《认识论》（编者按：系《实践论》之误），说详审致密，余谓列宁、斯大林、毛泽东三君不唯有政治才，亦富于学识，我国古来君师合一之象，今日见之矣。”[25]
3. 第十四世达赖喇嘛曾评价毛泽东说：“伟大毛主席，光明如红日，普照各民族，永世照不息，谁敢来侵略，消灭侵略者，确保和平福，十方得光泽。”[26][27][28]
4. 傅雷在写给傅聪的信件中评价毛泽东说：“那种口吻，音调，特别亲切平易，极富于幽默感，而且没有教训口气。速度恰当，间以适当的pause。笔记无法传达。他的马克思主义是到了化境的，随手拈来，都成妙谛，出之以极自然的态度，无形中渗透听众的心。讲话的逻辑都是隐而不露，真是艺术高手。”[29]
5. 習仲勛在1951年7月1日為紀念中國共產黨誕生三十周年寫〈跟着毛澤東走就是勝利〉：「試想，如果沒有毛澤東和黨中央的正確領導，沒有毛澤東的軍事思想，沒有十大軍事原則，沒有歷次重大戰役中毛澤東的親切指導，我們能夠勝利嗎？是絕對不能的。」[30]:168
6. 宋庆龄在1977年12月的手稿中写道：“我在重庆初次和他[註 4]会见，就感到他不但是一党的领袖，并且是全国人民的导师，他思想敏锐，识见远大，令人钦佩。……他是一位目光远大、举世无双的领袖和导师。”[31]
7. 中央文化革命小组前成员戚本禹：“一代伟人，他一生战胜了多少强敌，可他从来没有居功自傲，仍然经常说，群众是真正的英雄，他只是人民的小学生。他享有无比崇高的威望并握有至高无上的权力，可他从未为自己和家人谋过特殊的利益。他一心只想着如何巩固让人民当家作主的人民民主政权，和怎样让人民通过自己的艰苦奋斗过上幸福的生活。他思想深邃，聪明睿智，目光远大；他的理论造诣和文化功底极其深厚，这些不仅在他同时代的人中，无人可以与他相提并论，就是几千年的世界历史上也是罕见其匹。”[32]
8. 前中华人民共和国国务院总理赵紫阳评价毛泽东“对国家发展是有想法的”“真心希望建设一个光明的中国”“喜欢聊天，海阔天空，无边无际”[33]。
9. 1957年诺贝尔物理学奖得主杨振宁2004年在讲演中说：“那个时候假如没有毛泽东， 就没有中华民族后来的发展。……20世纪最伟大的人物里，一定要有毛泽东、邓小平，没有他们整个的世界今天就会不一样。”他承认会有人非常不同意其意见，但也认为“不过历史是复杂的，中国的历史尤其非常复杂，我想非常不同意我的意见的人有一个倾向，要把很多事情绝对化，绝对化之后当然很容易找出毛泽东的毛病。 如果咬住这点不放的话，当然一切别的就不能够谈了。”[34]
10. 空气动力学家、“两弹一星元勋”钱学森在毛泽东逝世后说：“毛主席多次亲自教诲我，每一次都给我指明了继续前进的方向，每一次都给我增添了登攀高峰的力量。我之有今天，都是毛主席、共产党给的……毛主席讲了在科学技术发展中，矛盾斗争推动事物前进的道理。这使我思想上受到很深的教诲，对我进行科研工作有很大的启发。”[35]他又在2002年说：“回国后我同毛主席有过多次接触，他也问过我一些科学上的问题。他的智慧主要来自马克思主义哲学和历史、文学艺术修养，来自革命战争的锤炼，很了不起。他对科学问题也十分关注，下了很大功夫进行研究。”[36]
11. 文学家、古文字学家郭沫若：“他[註 5]把马克思列宁主义在中国的革命实践中发展了，他是最伟大的一位现实主义者，但我也敢于说，毛泽东同志同时又是最伟大的一位浪漫主义者。他是伟大的革命家，同时又是伟大的作家、诗人。他的理论文章具有极大的吸引力，和马克思、列宁的著作一样，其中包含着很多文学的成分。但是，毛泽东同志并不仅仅写作理论性的文章，他近年来正式发表了19首诗词，更使中国的文学宝库增加了无比的财富。我自己是特别喜欢诗词的人，而且是有点目空一切的，但是毛泽东同志所发表了的诗词却使我五体投地。”[37]
12. 作家魏巍：“在中国，腐败的根子无疑是很深很深的。可以说，毛泽东等无产阶级革命家对此是深刻认识的。因此，在他的一生中对腐败的警惕性是从不懈怠的……毛主席正是用这种无产阶级的彻底革命精神，才把为数不多二三百万的党员和解放军武装起来……我党的党风和社会风气出现了从未有过的好时期……至今回忆起来，是多么令人怀念和神往啊！”[38]
13. 导演姜文曾多次表达对毛泽东的敬佩。他认为，毛泽东不仅是一个政治家，也是個極有魅力的藝術家和導演，他的作品就是整個中國。1995年姜文前妻桑德琳对姜文作了一次题为《For us, Mao was a first love (毛泽东是我们这代人的初恋)》的采访，姜文在采访中说：“乍一看如一場盛大的節日和愛情，整個民族愛上了一個人——毛澤東。他已經成為某種巨星，整個國家置身于最著名的搖滾明星的演唱會中……”姜文在跟程青松的對話中說：“毛澤東是一個了不起的人物……現在有一些人旗幟鮮明地表態，稱不覺得毛澤東很了不起，并且這種說法正在成為一種流行，這種態度我不贊成。”姜文在跟尚可的對話中說：“我覺得對毛澤東的認識恩怨性太強。我們很幸運曾經跟他生活過一段。他是中國幾千年來能夠冒出頭兒來的三五人中的其中一個。他的理論里邊，有很強的這種世界知識集合在里邊。包括他對哲學、辨證法的愛好。大部分人跟他其實沾不上恩怨。但是以自己沾點恩怨為榮！好像說：秦始皇燒的那書，有兩本還是我家的呢！這個就有點兒往自己臉上貼點什么”。但他也多次表示“他不是我的偶像”，“這也不意味著他沒有問題”。[39]姜文还曾评价毛泽东“不但是伟大的政治家，更是个极有魅力的艺术家，他把整个中国当成他的作品。从他的诗词里，可以看出他人生的气魄和浪漫主义情怀”“他是成功的反抗者，他又是一个HOLD得住的统治者，这在历史中，这种人物是很少的，我是从这个角度，因为喜欢看历史，我是从历史角度来谈这个人”[40][41]。
14. 北京航空航天大学教授韩德强评价毛泽东“就是一个神”、“九分功一分错，或至少是八二”、“对中国的遗产太丰富了。首先是这个政权，今天社会的稳定和统一就是毛泽东最大的遗产。其次，毛泽东还给中国人留下了一个美好社会的理想”，并表示“我们要去议论他的话，在一定程度上就如同在山脚下一个人想去议论泰山一样，很困难”[42]。
15. 历史学家周谷城评价道：“毛泽东主席为中国共产党和中国人民解放军的创立和发展，为全国各族人民的解放事业的胜利，为新中国的缔造和社会主义的发展，建立了永远不可磨灭的功勋……我有幸在大革命前夕结识了毛泽东同志，他鼓励我参加农民运动，在思想上、工作上、生活上都给了我很多帮助；解放后，他对我以诤友相待，我受到他的关心和信任，深情厚谊，终生难忘。”[43]

### 美國籍人士
1. 美国前总统理查德·米尔豪斯·尼克松在其著作《领袖们》中说：“歷史大概會認為，毛澤東最大的成就是建立中共對全國各地社會各階層的控制。”[44]“无论人们对毛有怎样的看法，谁也否认不了他是一位战斗到最后一息的战士。”[45][46]，在吊唁致电中说：“毛泽东是一代伟大的革命领导人中的一位出类拔萃的人。他不仅是一个完全献身的、注重实际的共产党人，而且他也是一位对中国人民的历史造诣很深的富有想象的诗人。”[47]
2. 據美國政府文獻，當時美国总统傑拉爾德·福特發表聲明说：“毛主席是中國現代歷史的一位巨人。他是一位其行动深刻地影响到他的国家的发展的领导人。他对历史的影响将远远超出中国的国界。”[48]傑拉爾德·福特在致毛泽东唁电中稱：“在任何时代成为历史伟人的人是很少的。毛主席是其中的一位。”[47][49]
3. 美国前国务卿亨利·艾尔弗雷德·基辛格：“毛泽东的存在本身就是意志的巨大作用的见证。没有任何外在的装饰物可以解释毛泽东所焕发的力量感。我的孩子们谈到流行唱片艺术家身上的一种‘颤流’，我得承认自己对此完全感觉不到。但是毛泽东却的确发出力量、权力和意志的颤流。”[46][50][51][52][53]，“我从来没有遇见过一个人像他具有如此高度集中的不加掩饰的意志力。”，“他身上发出一种几乎可以感觉到的压倒一切的魄力。毛泽东的确能让人体会到力量、权力和意志的共鸣。”[54]
4. 美国国防部助理副部长菲利普·戴维逊（英语：Phillip Davidson）[55]：“毛泽东是一位伟大的战略家。哪个领袖能像他这样在这么多不同类型的冲突中长期立于不败之地？”[49][50][51][52][53]
5. 《西行漫记》作者、美国记者埃德加·斯诺：“毛泽东是个精通中国旧学的学者，是一个无所不谈的读书家，是一个深刻的哲学和历史的研究员，是一个完美的演说家，是一个具有非常记忆力和特殊集中力的人，是一个有才能的著作家。他对个人本身的习惯也漫不经意，似乎还有一种中国式的责任式的惊人地注意琐事的样子，是一个不知疲倦的有精力的人，是一个具有极大天才的军事上、政治上的战略家。”“他那绝对的自信却给我留下深刻的印象，他具有被马克•吐温称之为“握有四张王牌的基督徒”的那种镇静和自信，他的王牌是亚洲马克思主义，他对中国和中国历史的渊博知识，他对中国人民的无限信任和他将泥腿子培养为将军的实际经验。我在1936年写道：在这个人的身上，‘你会觉得有一种天赋的力量，一种强大的自然活力。’”[56]
6. 為共產國際工作[57]的作家艾格尼丝·史沫特莱：“中国共产党的其他领袖人物，每一个都可以同古今中外社会历史上的人物相提并论，但无人能够比得上毛泽东。”[49][50][51][52][53]
7. 毛泽东去世时，纽约时报记者福克斯·巴特菲尔德评价毛泽东“是历史上伟大革命人物之一”，“让中国重回大国的传统位置”，“发动了一连串全面、有时是破坏性的运动，将一个面积为960万平方公里、占世界1/5人口的半封建、基本上是文盲和农业的国家，变为一个现代化、工业化的社会主义国家。”[58]
8. 中国问题专家罗斯·特里尔：“毛泽东是意志坚强的人”“毛泽东在社会主义革命和社会主义建设方面的想法都是他自己的原创，发展出一条农村包围城市的道路”[59]“毛是20世纪的魅力超群的政治家。…… 他的经历，足以使他成为卡尔·马克思、列宁、斯大林合为一体的中国革命的化身。”[60]:461[50][51][52][53]
9. 中国问题专家阿里夫·德里克发表《全球化与毛泽东的发展理论》的文章，认为毛泽东提出了富有远见的发展理论，能够避免当前世界上主导性的发展模式的很多弊病。这种理论关注自力更生、地方经济、可持续发展以及平等和公正的社会关系的建立。没有这种革命传统及其实践，随后的发展是不可能的。[61]
10. 拳王迈克·泰森的手臂雕刻着毛泽东像，他在獄中讀毛語錄時，“沒有調查，就沒有發言權”留給他深刻印象[62][50][51][52][53]。
11. 曾参与曼哈顿计划，后来长期居住在中国的寒春评价：“毛是一个了不起的人，他解放了所有人，他绝对不是一个恶魔。”[63]
12. 美籍华人作家聂华苓：“毛泽东是一位进取者，是原动力、是创始者，最善于采取令人惊讶的局面、紧张局面和缓和局面交替出现的战略。他不相信慢的稳定时期，而且从来不满足于变化的速度，可是他是重实际的，对于逐步实现一个目标有着极大的耐心……在1949共产党夺取政权后，毛泽东仍是一个革命者，毛泽东不希望这一工作妨碍他所理解的继续革命的事业。毛泽东是一个极富想象力，而又受想象力驱使的人物，对中国大众来讲，他是诗人、预言家、学者……毛泽东不只是一个人，而至少是五个人：他是在全中国点燃起义烈火的农民组织者、军队的统帅、喜爱豪放的浪漫主义的诗人、赋予马克思主义一种新的东方道德规范的哲学家、一个作为世界上最庞大的官僚机构的政治领袖。”[64]

### 蘇聯籍人士
1. 1929年，毛澤東病重，共產國際在莫斯科聽到毛澤東病故之誤傳，1930年初在《國際新聞通訊》上發訃告1,000多字，對毛澤東評價很高：「據中國消息：中國共產黨的奠基者，中國遊擊隊的創立者和中國紅軍的締造者之一的毛澤東同志，因長期患肺結核而在福建前線逝世。……這是中國共產黨、中國紅軍和中國革命事業的重大損失。……毛澤東同志是被稱為朱毛紅軍的政治領袖。他在其領導的範圍內完全執行了共產國際六大和中共六大的決議。……作為國際社會的一名布爾什維克，作為中國共產黨的堅強戰士，毛澤東同志完成了他的歷史使命。」[8]:201-202
2. 亚历山大·潘佐夫评价毛泽东“不仅是个敢于冒险的政治家，也是个民族主义革命家”，“毛泽东不仅推动了激进的经济和社会改革，他也给中国这个从前的半殖民地带来了民族革命。在毛泽东时期，中国最终能够成为世界的主要地缘政治中心，政治上同苏美两超级大国保持等距离，并因此受到国际舆论的更多关注”。[65]

### 日本籍人士
1. 日本第94任內閣總理大臣菅直人2010年6月12日在東京新宿站前發表街頭演說，其中一段提到：「曾經有毛澤東這樣的政治家，他在中國獲得了壓倒性的支持，在外交領域，他使中國在世界上的存在感變得非常卓著。曾經有一段時期，毛澤東毫不畏懼與美國對峙並一路走來。可見，執政黨在自己的國內獲得毫不含糊的支持，國民以天下為己任，在某些場合為了保家衛國、為了國家的未來，不惜付出些許代價，一個國家有了這樣的力量，外交才會有根本的力量。國之力在民，民之力是外交之力、是外交最基本的原理。」[66]

### 英国籍人士
1. 英国作家韩素音评价毛泽东说：“他的领导艺术在于以理服人。他读书极多，他是一个擅长辩论的辩证法家……他的想象力十分生动……毛泽东还是一位艺术家，在独特的意义上说是一位革命的艺术家。他有一股异乎寻常的冲动，一种艺术家的苛求；对己，对人毫不留情。他以一种永恒的激情从事工作，而这种达到忘我境界的激情就能创造出前所未有的美来。他的散文比他的诗词更加精美绝伦，清晰之极，他的政治著作就是艺术创作……毛泽东的伟大，集中地表现在他对中国历史和现实的把握和了解，特别是对于中国农民的透彻了解。他懂得农民在中国战争中的地位，非常清楚农民渴望什么，怨恨什么，并懂得怎样把这种渴望和怨恨转化为变革世界的行动。他的哲理像大地一样，深厚、实在，而且是绝对的中国特色，连没有文化的农民也一听就懂。这不仅因为他是农民的儿子，更在于他的天赋。”[67]
2. 罗思义评价毛泽东说：“毛泽东是中国的一个特殊作品——他的遗产是缔造了中华人民共和国，他的成就和他的分析方法也是中国对全人类的贡献。”[68]

### 亚非拉諸國
1. 巴基斯坦前总统乔德里说：“（毛泽东是）中国革命之父。”[47]
2. 巴基斯坦前总理佐勒菲卡尔·阿里·布托在毛泽东逝世后发表声明称：“像毛泽东那样的人物，在一个世纪，也许一千年里只能产生一位，他们占领了舞台，以天才的灵感写下了历史的篇章。毫无疑问，毛泽东是巨人中的巨人。他使历史显得渺小。他的强有力的影响在全世界亿万男女的心中留下了印记。毛泽东是革命的儿子，是革命的精髓，确实是革命的旋律和传奇，是震动世界的出色的新秩序的最高缔造者。毛泽东没有死，他永垂不朽。他的思想将继续指导各国人民和各民族的命运，一直到太阳永远不再升起。如果仅仅是从中国的范围来衡量他的划时代的功绩，那将有损于对这位非凡人物的纪念。当然，他为中国及其八亿人民做了了不起的事情，但是毛泽东也是一位崇高的世界领袖。他对当代局势发展的贡献是没有人可以比拟的。今天，全世界都哀悼毛泽东的逝世，但是到明天黎明，都将起来歌唱颂扬他不朽的赞歌。我的思想和感情，像我的同胞一样，极为悲恸沉痛。这位人物的谦虚和幽默，他的光荣和伟大，他的英勇和胜利，将永垂青史。毛泽东的名字将永远是穷人和被压迫者的伟大而正义的事业的同义语，是人类反对压迫和剥削的斗争的光辉象征，是对殖民主义和帝国主义的胜利的标志。是幻觉还是梦境？日出雾散，是梦还是醒？我们巴基斯坦将永远怀着敬意纪念不朽的毛泽东。”[69][46][49][50]
3. 菲律宾前总统费迪南德·马科斯说：“毛泽东主席是一位人类的领袖、历史的推动者。他是名垂史册的人物。”[47]
4. 委内瑞拉总统乌戈·查韦斯：“我整个一生都是毛泽东的崇拜者。”[70]:170
5. 秘鲁共产党领导人贡萨罗在1988年接受采访时分析了毛泽东以及毛泽东思想对秘鲁共产主义革命的意义，并说：“……我喜欢诗歌。这是我钦佩毛主席的另一件事，他是一位杰出的诗人……（虽然我没能受毛泽东接见）但我看到了人民对一位伟大领袖，一位非凡的马克思主义者，一座马克思主义的顶峰的认可和深厚爱戴。”[71]

### 其他國籍人士
- 加拿大医生白求恩：“这是一位盖世英才。他一定会改变这个世界。”[46][49][72][50][51][52][53]

## 有记载的负面评价

### 中國籍人士
1. 蒋介石评价毛泽东为：“阴阳怪气，绵里藏针”。[73] 1945年重庆谈判前，蒋介石在阅读毛泽东的《沁园春·雪》后评价：“我看他的词有帝王思想，他想复古，想效法唐宗宋祖，称王称霸”。[74]
2. 林彪在笔记中记录：“他先为你捏造一个‘你的’意见，然后他来驳你的意见。并无，而捏造——老东（指毛泽东）的惯用手法，今后当注意他这一着”；“毛，应照顾他，使他没有小帮帮的必要，他就不小帮帮了。政治上对其每一创举与功绩公道主动地指出来，则他自无锋芒的必要”；“你先说了东，他就偏说西。故当听他先说才可一致”；“他自我崇拜，自我迷信，崇拜自己，功为己，过为人”。[75][76][77] 林彪集团五七一工程紀要中評價毛泽东不是真正的马列主义者，而是中国历史上最大的封建暴君。[78]
3. 聂绀弩评价毛泽东“身败名裂，家破人亡，众叛亲离，等到一切真相被揭开，他还要遗臭万年”。[79]
4. 著名學者傅斯年曾與褚輔成、黃炎培、左舜生、章伯鈞、冷遹一行六人，在1945年7月1日乘專機到達延安會見毛澤東，共商國共合作事宜，其中傅斯年更因為其學術上的崇高地位，獲毛澤東邀請夜談，之後返回重慶。不過與同行成員稱譽中共不同，傅斯年曾与中央大学校长罗家伦幾次提过，延安的作风纯粹是专制愚民，也就是反自由、反民主的作风。他在同毛泽东的夜談中，发现其对于坊间各种小说，连低级兴趣的小说內容都相當熟悉，而毛正是通过这些材料去研究民众心理，加以利用，因此傅斯年认为毛澤東“不过是「宋江」之流”。[80]
5. 1980年四千老干部大讨论如何评议毛泽东功过时，李维汉在发言中列举了毛泽东的片面性错误的十大方面：1.熟悉新民主主义，不熟悉科学社会主义；2.熟悉农民和地主，不熟悉产业工人和资本家；3.熟悉农业，不熟悉工业；4.不懂政治经济学，很晚才读经济学教科书，才研究斯大林的《社会主义经济问题》；5.不研究经济规律，主要是从政治看经济问题；6.对知识分子按世界观划阶级，主张“外行领导内行”，批“臭老九”；7.搞农民平均主义，1958年搞“大跃进”是小资产阶级狂热性；8.在需要“外为中用”时，大批国际修正主义，把“自力更生”变成“闭关自守”；9.1964年提出四个现代化，1966年又开始搞四个大破坏；10.钻进线装书，搞他的“古为今用”。[81]
6. 陈一諮说，毛泽东在夺取政权之前大谈民主，为的是争取人心；成功夺权后，中国大陆不仅从根本上摧毁了历史上流传下来的各种政治组织、经济组织、宗亲组织和经济组织，并且还通过不断的政治运动清除中共党内外有不同思想的人，使民主发展失去了成长的环境，大大阻碍了中国社会进步。[82]
7. 2010年诺贝尔和平奖获得者刘晓波曾稱毛泽东為“混世魔王”，他评价“如果僅僅限於中國的範圍內，從中國歷史的角度評價毛澤東，他無疑是到目前為止最成功的一個人。沒有人比他更瞭解中國人的性格，沒有人比他更熟悉專制政權內部的相互傾軋的藝術，沒有人比他更心狠手辣、善於應變、流氓成性，更沒有人能夠把自己裝扮得像紅太陽一樣光輝燦爛。中國傳統的民本思想在毛澤東的手中變成了「人民萬歲」和「全心全意為人民服務」，而他又能通過一系列運動使人民一無所得。他似乎以一個人的力量與整個中國對抗，就像一個高大強壯的男子漢和一個柔弱順從的小女子的關係一樣。 ”“他把中國傳統的專制政體、把中國人的愚昧和軟弱推向了前無古人的極端。在一次次的權力角逐中，他充分利用了中國人的性格弱點，打擊對手猶如貓捉老鼠，多少曾經在共產黨內權力比他大、職位比他高的人，都一個個地拜倒在他的腳下。”“但是，如果就整個世界的範圍而言，從世界歷史的進程上看，毛澤東徹底失敗了。他沒能把一個全新的中國推向世界，沒能改變世界歷史的進程，沒能成為左右國際事務的全球性政治領袖。他僅僅是在重複數千年延綿不絕的中國歷史，陷入那個輪回式的惡性循環而無法自拔。”“無奈他野心有餘而能力不足。他沒有力量和智慧創造一個強大的中國，以與美蘇對抗，也就自然沒有力量把自己提升到國際領袖的位置。毛澤東的所作所為，無一不符合傳統中國獨裁者的一切，卻沒有絲毫走向現代世界的跡象。他被人類的先進文化拋到遠遠的地方，只能封閉起來，龜縮在自己的軀殼內，在對內的整肅中發洩他的無限權力佔有欲。玩中國，毛澤東易如反掌；而玩世界，他卻像個只知道死守二畝三分地的土財主，唯恐被什麼人搶去。這完全是一個農民起義首領的性格。 ”[83]
8. 中国国民党革命委员会中央常委陈铭枢曾在给毛泽东的信中評價其“好大喜功，喜怒无常，偏听偏信，鄙夷旧的”。毛澤東在1958年1月的最高國務會議上并不否定该评价的字面意义，反而借此阐述了对相关问题的看法。[84]
9. 前中国人民解放军空军作战部副部长林立果曾评价毛泽东“不仅挑动干部斗干部、群众斗群众，而且挑动军队斗军队、党员斗党员，是中国武斗的最大倡导者。他们制造矛盾，制造分裂，以达到他们分而治之、各个击破，巩固维持他们的统治地位的目的。他知道同时向所有人进攻，那就等于自取灭亡，所以他今天拉那个打这个，明天拉这个打那个；每个时期都拉一股力量，打另一股力量。今天甜言蜜语那些拉的人，明天就加以莫须有的罪名置于死地；今天是他的座上宾，明天就成了他阶下囚”“一个怀疑狂、虐待狂，他的整人哲学是一不做、二不休。他每整一个人都要把这个人置于死地而方休，一旦得罪就得罪到底、而且把全部坏事嫁祸于别人。戳穿了说，在他手下一个个像走马灯式垮台的人物，其实都是他的替罪羊。”[85]
10. 毛泽东前妻杨开慧在日记中评价毛泽东是“政治流氓，生活流氓”。[86]
11. 《高中新课标历史教材（人教版）》编写者之一袁腾飞评价毛泽东“幹什麼什麼不靈，有一樣東西他特別會，就是打仗，整人吶，他鬥人的功夫在中國的歷史上是沒有見過他這麼會鬥人的，你讓他治國抓經濟那完了，這國家非讓他抓到原始社會去不可！據說毛澤東會寫詩，要是李白是一的話，毛澤東是負一億。據說毛澤東會寫字，反正比的能強點！據無恥文人們說，像郭沫若這樣的！……蔣介石政府是一黨獨裁政府，毛其實也一樣，兩個獨裁者是一回事。国民党當年失敗的原因就不好多說了，你說了容易對今天的政局產生联想”“毛纪念堂不是不可以去，你可以去，但是你要记住那是什么？那是靖国神社，里面供奉的是一个双手沾满人民鲜血的刽子手”“治國無方，擾民有術”。[87][88][89]
12. 中国民主建国会创始人章乃器之子章立凡评价毛泽东“把中国引入了阶级斗争，一党专政的死胡同。”“对共产党毛泽东是有功劳的，但对老百姓来讲我想不出他有什么功劳。我看到的记载都是他所带来的灾难”“是一个最迷恋权力，最喜欢玩弄权力的人。同时也是一个最自私的人……毛泽东也是一个最无情的人”“甚至还不如中国历史上的那些开国君主”。[90]
13. 金钟在接受法国国际广播电台采访时认为毛泽东有“十大罪”：“谋杀国家主席刘少奇”、“复辟家天下，操纵江青篡党祸国”、“煽动仇恨，教唆青少年搞红色恐怖”、“焚书坑儒，毁灭文化与科技教育”、“勾结日寇，里通汉奸，叛国有罪”、“大跃进导致大饥荒，饿死了3000多万人”、“诽谤赫鲁晓夫的改革”、“输出暴政支持红色高棉杀人300万”、“享受超级特权，贪污腐败”。[91]
14. 前中国人民政治协商会议河南省委员会委员赵克罗评论毛泽东说：“毛=党=国家=人民？老毛贼搞大跃进、文化大革命、穷兵黩武，对中国人民犯下滔天罪行，为什么不能反？”[92]

### 蘇聯籍人士
1. 苏联认为中国共产党在意識形態上是原始的，斯大林形容毛泽东是「人造奶油的馬克思主義者」[93]:第144頁[94]。斯大林曾经称毛泽东为“穴居马克思主义者”并且在毛访苏后“没有说过关于他的一句好话”[95]。
2. 赫鲁晓夫認為苏联印行毛澤東軍事著作是一樁浪費時間的蠢事[96]。并表示毛澤東就像斯大林的翻版，把周圍的人當成傢具對待，一旦傢具陳舊他便會毫不猶豫丟掉。[93]:第101-102頁

### 美國籍人士
1. 普林斯頓大學歷史系教授余英時認為，毛澤東的強烈意志所追求的是模糊不清的烏托邦，而每一次實現的秩序則都和他的「否定意志」格格不入，因此一再變成否定和破壞的對象。這是毛說「文化革命」不是一二次、三四次便能「太平無事」的深層意義[97]。自1976年毛澤東逝世以來的客觀趨勢，是中國人對毛澤東的評價（包括中共官方在內）愈來愈低；而且這一趨勢還在繼續。中共的領導人都強調「沒有毛主席就沒有新中國」。這句話正確與否是要看我們如何理解「新中國」這個名詞。如果說「新中國」是指中共政權統治下的中國，那麼這句話是對的。但是如果所謂「新中國」涵蘊著一種價值判斷，以為沒有毛澤東則中國今天將仍然在帝國主義、封建主義的壓迫之下，這個論斷就很有問題。第二次世界大戰以後，西方舊式的帝國主義、殖民主義迅速的衰落，代之而起的是蘇俄的新帝國主義和新殖民主義。所以，亞非地區大多數的舊殖民地或被壓迫的民族都一個個地獨立建國。而在第二次世界大戰之後，中國事實上已擺脫了舊帝國主義的直接壓迫，廢除了不平等條約，而且成為聯合國的「五強」之一。對於中國人民而言，毛澤東所建立的「新中國」，只不過是一個新的政權而已[98]:291-294。以毛澤東為領導主體的中共繼承了一種中國傳統，即社會邊緣人的造反傳統。中共這個“邊緣人集團”的特點和做事習慣是：鄙棄社會上共同遵守的一切規範和價值，因而行事肆無忌憚。在造反時期不惜運用任何手段奪權，在奪權以後則千方百計地保權[99]:36-38。毛澤東的成功是時代造成的，而最重要的一點就是日本侵華。毛澤東嚴格上講沒有遺產，唯一的遺產就是一黨專政[100]。在中國史上，毛澤東具有秦始皇、明太祖的一切負面；在20世紀世界史上，他和希特勒、斯大林是一丘之貉[97]。
2. 麻省理工學院教授白魯恂寫過《作為領袖的毛澤東》一書分析毛澤東的心理[101][102]。他認為毛可能是自戀(narcissism)與邊緣性人格障礙(borderline syndrome)。這能解釋毛一方面善於了解別人心理並加以操縱，一方面對別人漠不關心。又說毛不是以現代方式領導政府；政策不是專業的評估事實與証據，系統的研究不同政策的後果來決定，而是靠毛的本能與直覺隨性決定[103]:107-112。
3. 美国学者艾瑞克·周就在《毛泽东：人与神话》一书中指出：“在靠愚昧和迷信生活的普通老百姓眼里，毛的出现就像全能的上帝一样。在中国的历史上，统治者与各种神话联系在一起……如果神话和传说比原则口号更能激励民众，毛泽东当然也会使用这些东西。”[104]:155-156
4. 哈佛大學費正清教授1991年出版的《中國新史》專章討論「大躍進」，開宗明義即說中國共產黨所強行的政策是大饑荒的原因之一，餓死人數是2-3千萬[105]:368。《共產主義黑皮書》認為在毛澤東統治下，中國人民死亡人數約六千五百萬人，超過蘇聯的兩千萬人[106]:4。
5. 研究屠殺人民（英语：democide）的魯道夫·拉梅爾教授認為，毛澤東造成七千七百萬中國人死亡，超過蘇聯的六千六百萬人，是20世紀屠殺人民最多的[107]。
6. 罗斯·特里尔：“毛泽东信仰一个永恒变动的世界，偏爱的是斗争高于一切，认为一切现象都充满矛盾。”人民战争的理论和实践获得成功之后，毛泽东进而试图通过建立一系列人民组织（人民政府、人民法院、人民银行等等）真正建立一个理想的人民共和国，依靠人民民主跳出以往历史兴衰的周期率。但实际上“‘人民’对毛泽东来说是一个玄学上的集合名词，而不是存在着利益競争和意见相左的公民队伍。”“真理和权力集于圣贤一身，他驾驭着作为现代化的国家的中华人民共和国。”毛泽东坚信“利用矛盾是获取和掌握权力的方法”……“斗争保持纯洁”[108]。他试图通过不断发动群众运动等形式来解决政治、文化甚至经济等领域内的重大问题，但失去法律保障与约束的人民群众却成为一种盲目的群体性力量，不但难于解决社会各个领域的重大问题，而且给国家和社会带来无法弥补的浩劫，因為此些事件，導致中國對於民主的態度也趨於保守。[來源請求]例如罗斯·特里尔认为文化大革命的灾难说明毛泽东是一位带有乌托邦思想的理想主义者。“深埋在毛泽东脑海中的是一个道德共同体，而不是民主政体。”“在毛泽东看来，革命不是一个事件而是一种生活方式。”他把本应作为科学的社会主义柔化成一种社会道德。“他深信斗争能陶冶人的品格(个体改造问题)，同时又意识到千百万人相互间斗来斗去只会一片混乱(政治秩序问题)。”[109]他认识到上述两个问题之间的的矛盾，但又根本无法解决其矛盾，因此也就无法真正“从大乱走向大治”。[來源請求]

### 其他國籍人士
1. 阿尔巴尼亚劳动党第一书记恩维尔·霍查在《给希斯尼·卡博同志的信》一文中说：毛泽东的形象不断膨胀，以至于达到了中国皇帝的地步。事实上，这位“皇帝”凭借其“伟大舵手”的“真知灼见”，创建了广泛而可怕的官僚体系，无所不能地驾驭着他的“臣子”。他以共产党为垫脚石，随心所欲，并引用道家的“矛盾的辩证发展”观念为其行为“合理化”。他以革命的名义剥夺了人民的权力，攻击并瓦解了党，并在其“臣子”中玩弄权力平衡。他以革命词句来为这些行为辩护，其实这些行为并不比博卡萨皇帝、伊朗沙阿或尼泊尔国王所做的来得“文明”。毛泽东很喜欢这些人，包容他们并与其为伍，不仅因为物质利益，比如希望获得政治优势，使他们让自己的国家成为中国的卫星国，也因为毛泽东的理念与他们的完全一致。[110]
2. 旅居英国的波兰托派学者艾薩克·多伊徹也指出：“民族的历史、习惯的传统影响，在毛主义政府的宗法性质中，在它的僧侣作风中，在对群众的宣传中，以及环绕着领袖的神秘气氛中得到反映。”[111]。
3. 荷兰学者馮客表示：二十世紀使人民大量死亡的三件悲慘事件，是史達林的古拉格，納粹的猶太人大屠殺，和毛製造的大饑荒。而毛是最大的殺人屠夫。[112]

## 有记载的中性评价
1. 物理學家迈克尔·H·哈特於1978年將毛在百人中排名第20：“毛泽东的排列略高于乔治·华盛顿，因为毛给国家带来的变化，比华盛顿使国内发生的变化更为重要。毛排列的名次比拿破仑、亚历山大大帝等人要高不少，因为他对将来的影响可能比这些人要大得多。”[49]哈特在1992年修訂版中，根據中國變化，降低對毛影響力評價，在百人中名列第89，排在列寧、华盛顿、拿破仑、亚历山大大帝等人之後。[113][114]
2. 苏共中央第一书记、苏联部长会议主席尼基塔·谢尔盖耶维奇·赫鲁晓夫：“毛泽东简直就是隐藏自己思想和意图的大师……毛泽东的有些话讲得过于简单化，有些又讲得太复杂了！”[115]
3. 重庆谈判后，蒋介石在和陈布雷谈话时说：“毛泽东此人不可轻视。他嗜烟如命，手执一缕，绵绵不断。但他知道我不吸烟后，在同我谈话期间，竟绝不抽一支。对他的决心和精神，不可小视。”[116]
4. 苏联前外交部长葛罗米柯在《回首往事》一书中评价毛泽东：“假如撇开他的理论观点，撇开他的世界观和特殊的政治观点，那么，你就会看到他是一个大体上可亲的、甚至很和气的人。毛懂得笑话，自己也爱说笑话。他把中国古代哲学看作是自己的财富，系统地研究它，也经常谈到这一点。他很善于引经据典。毛泽东尊重能够在讨论问题中同他争论的交谈者，但是，当谈到尖锐的政治问题时，他便会换上另一副面孔。毛顿时判若两人。”[70]:168-169

## 有记载的正负兼顾的评价
1. 中共前领导人邓小平评价毛泽东是“三分过，七分功”，“尽管毛主席过去有段时间也犯了错误，但他终究是中国共产党、中华人民共和国的主要缔造者。拿他的功和过来说，错误毕竟是第二位的。他为中国人民做的事情是不能抹杀的。从我们中国人民的感情来说，我们永远把他作为我们党和国家的缔造者来纪念”，“毛主席一生中大部分时间是做了非常好的事情的，他多次从危机中把党和国家挽救过来。没有毛主席，至少我们中国人民还要在黑暗中摸索更长的时间。毛主席最伟大的功绩是把马列主义的原理同中国革命的实际结合起来，指出了中国夺取革命胜利的道路。应该说，在六十年代以前或五十年代后期以前，他的许多思想给我们带来了胜利，他提出的一些根本的原理是非常正确的。他创造性地把马列主义运用到中国革命的各个方面，包括哲学、政治 、军事、文艺和其他领域，都有创造性的见解”，“他在生前没有把过去良好的作风，比如说民主集中制、群众路线，很好地贯彻下去，没有制定也没有形成良好的制度”。“文化大革命是錯誤的”[117][118][119]。“不仅今天，而且今后，我们都要高举毛泽东思想的旗帜”[120]。
2. 毛泽东前秘书（非专职）李锐说:“关于毛一生功罪，我说过三句话：革命有功，执政有错，文革有罪。这当然是很笼统的说法。对于中国共产党来说，毛一生做了两件大事，夺取政权和执掌政权。据老中宣部长陆定一的说法，毛做前一件大事，七分成绩，三分错误；后面一件事，三分成绩，七分错误。”[121][122]
3. 张闻天在1959年7月12日对彭德怀说：“会（1959年庐山会议）开了十多天，只能讲好、不能讲坏，有压力。毛泽东同志很英明，整人也很厉害，同斯大林晚年一样。”彭德怀回应：“西北组也是这样”。[123]
4. 中国社会科学院院长、哲學暨近代史專家胡绳认为，毛泽东“曾染上过民粹主义色彩”[124]。他也认为，“至少在毛泽东一生最辉煌的时期之一，即大体在民主革命时期的1939年到1949年，毛泽东不但没有丝毫染上民粹主义的思想，而且是坚决地反对民粹主义的。……甚至可以说，虽然过去我们党内有些同志表示反对民粹主义，但从理论和实践两方面坚定地、透彻地反对民粹主义，毛泽东是我们党内的第一人。……毛主席的伟大就在这里，不仅提出了新民主主义论，而且领导全党和全军在新民主主义革命的紧要关头大胆地跃进，取得了胜利。”谈到人民公社，他认为“从人民公社就能够进入共产主义”的思想“属于民粹主义的范畴”[125]。
5. 胡锡进评价毛泽东说：“毛泽东犯过一些错误，但我相信，只要中国不分裂成七八块，大中国还存在，对毛的否定就走不了太远。因为毛所建立的国家高度独立自主，中央政权的有效性，还有把国家带进核俱乐部等，为之后的中国改革开放提供了可以坚实踩上去的肩膀。一些人骂毛泽东骂过头时，舆论自然会反弹。躺着的毛泽东有这个力量。”[126]
6. 倫敦大學亞非學院的核物理学家，同时也是毛澤東研究專家的斯图尔特·施拉姆教授在2003年哈佛大学为纪念其著作而举办的学术会议上回忆，他曾经在韶山讲话评论过毛善於打天下，但不擅於治天下；随后，他评价大跃进造成了巨大浪费，而文化大革命发动群众清除反革命则“更加糟糕”；施拉姆认为毛泽东在治理国政时出现过错误判断、没有直面事实、急于求成和报复心理等问题，并认为毛将自己当作思想认识的准则，从而判断中国共产党出了修正主义，进而形成了专制独裁；但施拉姆也认为毛有许多值得钦佩之处，在回答為什麼毛的（政治）遗产没有被和斯大林、希特勒或波爾布特相提并论的问题时，他回答道，毛的政治直覺在很多方面是正確的，毛曾为中國人民努力付出，尽管50年代之後毛的情緒化、領導錯誤與歇斯底里特質愈來愈嚴重，并且出现了严重的失误与罪过，但毛仍然是為了中國盡力而为的伟大领导人，并将因此而被铭记[127][128]。
7. 辛子陵评价毛泽东是“伟大的革命家，失败的建设者”[126]。
8. 中国史学会会长张海鹏评价毛泽东“对国家的忠诚和贡献是无与伦比的，毛泽东对中国社会主义事业的忠诚和贡献是应该充分肯定的。金无足赤，人无完人。伴随着毛泽东对时代的贡献，亦有时代对他的局限。这通常是一个伟大的历史人物难以避免的，后人不能苛求”[129]。
9. 威斯康辛大學麥迪遜分校教授莫里斯·迈斯纳：“尽管曾经在存在着所有这些失败和挫折，但是毛泽东时代是中国现代工业革命时期这一结论是不可避免的。曾经长期被轻蔑为‘亚洲病夫’的中国，20世纪50年代初期以小于比利时工业规模的工业开始，在毛泽东时代结束时，却以世界上6个最大工业国之一的姿态出现了。中国的国民收入在1952年到1978年的25年间增加了4倍，即从1952年的600亿元增加到1978年的3000亿元，而工业在增加的国民收入中所占的比例最大。人均国民收入指数（以不变价格计算）从1949年的100（1952年的160）增加到1957年的217和1978年的440。在毛泽东时代的最后20年间（这是毛泽东的后继者们评价不高的一个时期），而且连大跃进的经济灾难也估计在内，中国的国民收入在1957年至1975年期间翻了一番多，人均增加63％。无论人们将毛泽东时代作何种评价，正是这个中国现代工业革命时期为中国现代经济发展奠定了根本的基础，使中国从一个完全的农业国家变成了一个以工业为主的国家。1952年，工业占国民生产总值的30％，农业产值占64％；而到1975年，这个比率颠倒过来了，工业占国家经济生产的72％，农业则仅占28％了。 其实毛泽东的那个时代远非是现在普遍传闻中所谓的经济停滞时代。而是世界历史上最伟大的现代化时代之一，与德国、日本和俄国等几个现代工业舞台上的主要的后起之秀的工业化过程中最剧烈时期相比毫不逊色。在毛泽东身后的时代里，对毛泽东时代的历史记录的污点吹毛求疵，而缄口不提当时的成就已然成为一种风尚，深恐提及后者便会被视为对前者的辩护。然而，对一个基本事实的承认，即毛泽东时代在促进中国现代工业改造，而且是在极为不利的国际国内条件下做的，过程中取得了巨大的成就，并不就等于是为历史作非分的辩护。如果没有毛泽东时代发生的工业革命，80年代将找不到要改革的对象。”[49][50][51][52][53][130]。對於西方學術界普遍質疑1949年的革命是否有必要，迈斯纳认为1949年革命經由土地改革運動，在經濟上成功達成資本主義、資產階級革命的目標，在政治上則失敗了，沒有形成社會主義或民主制度，而形成史達林式的壓迫機器。[131]
10. 日本漫畫家藤子不二雄Ⓐ在《剧画毛泽东传》2003年復刻版的後記中寫到：「我認為毛澤東的一生可以分為中華人民共和國建國前與建國後兩個階段。我描繪的主要是前期階段。對這個時期的毛澤東來說，這是一個充滿了動盪與苦難的階段，但他時刻懷揣著「建立中華人民共和國」這種偉大而浪漫的夢想。此時的毛澤東不僅是一個充滿力量的革命戰士，還是一個志向高遠的浪漫主義者、人道主義者。但是，建國後的毛澤東，成為一個統治7億人民的領袖後，卻捨棄了浪漫，轉向到國內鬥爭的道路上去，文化大革命便是這鬥爭的終極表現，這也是毛澤東最大的悲劇。但無論如何，毛澤東肯定是本世紀最大的英雄人物之一。」[132]
11. 曾加入中共的美国学者李敦白对毛泽东的评价是“融大英雄和大罪犯为一身”[133]。“絕頂聰明、才華過人的暴君，是造成上百萬人甚至上千萬人受苦受難及死亡的罪魁禍首。...如果毛在大權獨攬之前去世，那他或許還會被認為是個先知，甚至會被當作聖人來緬懷。”[134]。
12. 寫過《毛澤東傳》的英国作家菲力普·肖特認為：毛澤東是傳記作家的最佳人選，他刁鑽狡猾，複雜又充滿人性弱點，不是天才，就是瘋狂，或者都是。[127]

## 有记载的部分争议
1. 1989年3月国防大学出版社出版的美国杰斯·布莱恩所著《胡耀邦传》声称，邓小平曾在1978年11月的中央工作会议上请陳雲领头讲话。陈云说，對於毛澤東的功與過，不論說是「二八開」、「三七開」，還是「四六開」，都是敷衍的，不符合事實。他認為毛澤東一生可分為四個階段：第一階段是從遵義會議到全國解放，也就是到1949年止，毛主席領導是正確的，應予全面肯定；第二階段是到1957年鳴放運動止，其間如土改、三反五反、思想改造等運動，雖稍有偏差，但成績大於錯誤，應予基本肯定；第三階段從1957年反右開始，經過三面紅旗的胡搞亂開，到1965年止，其間毛主席在1961年退居二線，不問大事，經濟才有了轉機，但在他當政那一段時間，應予基本否定；第四階段從1966年到他逝世為止，那慘絕人寰的「文革」悲劇，他是主要責任者，應予全面否定。[135]:36-372004年中央文献出版社出版的《邓小平印象》全文引用[136]，然而原版的英文书名、作者名、国外出版社均不可考[137]。1989年中共党史资料出版社出版的《胡耀邦传》、1992年济南出版社出版的《超级审判》也有相同內容，没有說明出处。[138][139]于光远曾在回忆录中说，陈云“在中央工作会议上还不是常委，没有在大会上讲过话”[140]:243-245；于光远和朱佳木等人的回忆都证实陈云在此次会议上只有两次小组发言[137]。網路上流傳陈云說毛「建党他有份，建国他有功，治国他无能，文革他有罪」[141]。陈云女儿陈伟力在2013年5月6日举行的毛泽东思想座谈会上公開否認，說這是李锐對毛的評價，不是陈云說的[142]。
2. 刘亚楼曾否认苏联援助内战。他回忆道：“一般人总认为苏军留给四野不少武器，这是误解……当时我们曾向中央建议，以中央的名义向苏军要些武器。毛主席当即电示：中国革命主要靠中国自己的力量，禁止用中央的名义向他们要东西。这个电报我亲自看过，要查一下。”[143]1946年6月30日， 毛泽东在致罗荣桓的电文中说：“你到目的地后，除治病外，请找菲里波夫（斯大林名字的电文代号）对满洲的情况有所陈述，但勿作过高过多要求，东北斗争主要靠自力更生。此外，请就你所知对关内解放区情况有所陈述，勿作任何要求，因关内完全靠自力更生。”[144]但杨奎松认为，国共内战中苏联红军确曾经把缴获自日本关东军的部分日本武器移交给中共的东北野战军[145]。苏联情报机构将军帕维尔·苏杜普拉图夫在其1994年出版的个人回忆录《特殊使命（英语：Special Tasks）》中说，苏联在中国人民解放军发动辽沈战役、淮海战役、平津战役、渡江战役这些战略进攻行动期间特意引发“柏林危机”，是斯大林和毛泽东共同协商而做出的一个重大战略计划，他们想以此转移美国对中国内战的注意，将美国的援助重心牵制在欧洲，减少美国对国民党军队的援助力度[146]。
3. 毛泽东的私人医生（1954—1976年）、原中国人民解放军第三〇五医院院长李志绥在其《毛泽东私人医生回忆录》中记载，毛泽东私生活混乱，跟多名年輕女性如张玉凤有性伙伴关系，并染上男性滴虫病且传染多人。[147]而在毛泽东身边工作过的林克、徐涛、吴旭君等人在中央文献出版社1998年出版的《历史的真实》，反击李志绥书中的说法，并认为“这本书名为李志绥的个人‘回忆录’，但我们很清楚，以李志绥个人的经历和能力，是绝对写不出来的”[148]。而在书中经常被李志绥提到的前中共中央副主席汪东兴，亦出版《汪东兴公开毛泽东私生活》一书，反驳李志绥的记录[149]。
4. 1958年4月15日，毛澤東說：「除了黨的領導之外，六億人口是一個決定的因素。人多議論多，熱氣高，幹勁大」[150]，批評馬寅初「社會主義下也有人口問題」的觀點，造成中國人口過多，給自然環境與經濟增長帶來巨大壓力。[151]中國後來不得不採取一胎化政策[152][153]。北京大学人口研究所的穆光宗教授认为毛泽东的观点是“人多力量大”[154]。但中央组织部原部长张全景认为毛泽东最初没有在计划生育上批判马寅初，并曾在最高国务会议上讲到人口问题时肯定马寅初的观点；而“人多议论多、热气高、干劲大”，主要是肯定这个合作社依靠群众力量战胜了严重自然灾害，并没有鼓励多生孩子的意思[155][156]。

## 评价标准
- 中共中央纪委第一书记陈云对如何正确评价毛泽东和毛泽东思想有过多次讲话，指出要历史地、全面地、辩证地评价革命领袖功过、得失。在1979年1月4日中央纪律检查委员会第一次全体会议的讲话中，陈云曾经与胡乔木谈过以下几点意见：
  - 毛主席的错误问题，主要讲他的破坏民主集中制，凌驾于党之上，一意孤行，打击同他意见不同的人。着重写这个，其他的可以少说。
  - 整个党中央是否可以说，毛主席的责任是主要的。党中央作为一个教训来说，有责任，没有坚决斗争。假如中央常委的人，除毛主席外都是彭德怀，那么局面会不会有所不同？应该作为一个党中央的集体，把自己的责任承担起来。在斗争时是非常困难的，也许不可能。
  - 毛主席的错误，地方有些人，有相当大的责任。毛主席老讲北京空气不好，不愿呆在北京，这些话的意思，就是不愿同中央常委谈话、见面。他愿听意见的首先是华东的柯庆施，其次是西南，再次是中南。[157]
  - 我们党从一九二一年成立至今快五十八年了。中国共产党是胜利了的执政党，是毛泽东同志领导我们党取得了伟大胜利。邓小平同志对毛泽东同志的功绩概括得很清楚。他说：“没有毛主席，就没有新中国；没有毛主席，我们党很可能还在黑暗中苦斗。”民主革命胜利后，恢复经济和社会主义改造都很成功，但在社会主义革命和建设中也有缺点、错误。为什么？因为没有自己的经验，光有别人的经验不行。要求革命领袖没有缺点、错误是不可能的，是空想。这不符合辩证唯物论，也不符合毛泽东同志本人的意见。[158]:242[157]
- 中共中央文献研究室副主任李捷在2011中国中共文献研究会毛泽东思想生平研究分会年会暨“毛泽东与马克思主义中国化”学术研讨会上说：

“不容否认，毛泽东同志晚年犯过严重错误。对于经济建设急于求成、盲目求纯、造假浮夸的错误，对于阶级斗争严重扩大化特别是“文化大革命”的错误，我们不但不能回避，还要继续深入地研究其发生发展的原因，深刻地记取沉痛教训，永不能再犯。但是，我们也决不能容忍一些别有用心的人，以此借题发挥，给中国共产党抹黑，给毛泽东同志等老一辈革命家抹黑，给社会主义抹黑。对这些言论，我们不能听之任之，而要通过深入的、有针对性的研究，用事实来说话，用科学论证来说话。”
- 胡平為康正果《還原毛共》一書的序表示，評價毛必須跳出『「解放」前是萬惡的舊社會，「解放」後是幸福的新社會』的中共史觀，而把毛放在中國百年的大歷史框架中，依照中共從建立到發展壯大的脈絡中予以評判。因為毛正是依賴中共建立的黨軍／黨國體制才能倒行逆施。毛為中共立的功越大，對中國和中華民族犯的罪就越深。[160]
- 余英時教授認為，中國官方對毛澤東的態度一直陷於褒貶兩難的困境：一方面，毛澤東是「中共王朝」的「始皇帝」，如果不加以褒揚，則等於否定這個「王朝」合法基礎；另一方面，如果褒揚過於熱烈，又有可能助長黨內「保守派」氣焰，而否定現行政策的合法和资本主义化的改革的进行[100]。大陸上雖出版不少有關追憶毛澤東生平作品，但其真實性都尚待考察，到現在為止，還看不到可信的直接史料，造成正確評價的困難[97]。